# Alvide
Alvide é uma povoação da freguesia de Alcabideche, no Município de Cascais, Portugal. Localiza-se na zona leste do município.
Em 2016 a localidade homenageou o hóquista José Leste, Campeão do Mundo de Hóquei em Patins em 1982, através da instalação de uma estátua e decoração da rotunda no Largo de Alvide.

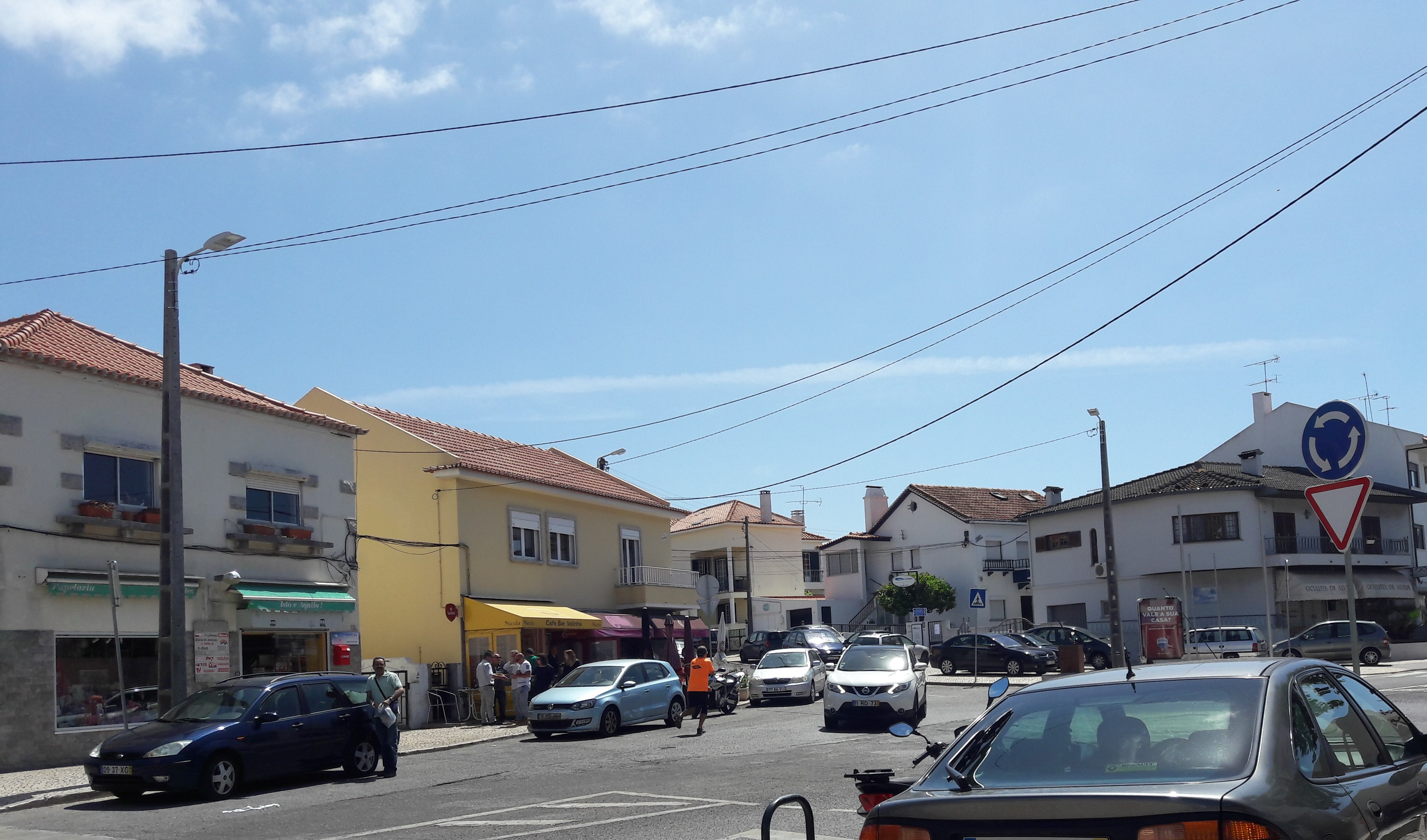
Largo de Alvide

## Equipamentos
- Sociedade Musical Sportiva Alvidense, com Centro de Convívio
- Associação Recreativa da Juventude Carrascalense
- Centro Social e Paroquial S. Vicente de Alcabideche (ext. Alvide)
- Escola Secundária de Alvide
- Escola Básica do 1º ciclo e JI de Alvide
- Capela de Alvide
- Centro de Dia S. Miguel
- Farmácia Alvide